# Saison 2 de Star Trek : La Nouvelle Génération
Chronologie
Saison 1 Saison 3
Cette page présente les épisodes de la saison 2 de la série télévisée Star Trek : La Nouvelle Génération.

## Distribution
- Patrick Stewart (VF : Alain Choquet) : capitaine Jean-Luc Picard
- Jonathan Frakes (VF : Bernard Bollet) : commandeur William T. Riker
- Brent Spiner (VF : Jean-Pol Brissart) : lieutenant Commandeur Data
- LeVar Burton (VF : Gérard Malabat) : lieutenant Commandeur Geordi La Forge
- Michael Dorn (VF : Michel Blin) : lieutenant Worf
- Diana Muldaur (VF : Danièle Hazan) : Dr Katherine Pulaski
- Marina Sirtis (VF : Anne Plumet) : conseiller Deanna Troi
- Colm Meaney (VF : Jean-Pierre Rigaux) : chef Miles O'Brien
- Wil Wheaton (VF : Nicolas Grossetête) : enseigne Wesley Crusher

## Liste des épisodes
1. L'Enfant
2. L'Emprise du silence
3. Élémentaire, mon cher Data
4. Okona le magnifique
5. L'Éclat d'un murmure
6. Double Personnalité
7. Sélection contre-nature
8. Question d'honneur
9. Être ou ne pas être
10. La Dauphine
11. Contagion
12. Hotel Royale
13. Boucle temporelle
14. Icare
15. Correspondance
16. Docteur Q
17. Le Piège des samaritains
18. Nouvel Échelon
19. Chasse à l'homme
20. L'Émissaire
21. Jeux de guerre
22. Au seuil de la mort

### Épisode 1:L'Enfant
- Titre original : The Child
- Numéro : 27 (2–1)
- Scénariste(s) : Jaron Summers, Jon Povill, Maurice Hurley
- Réalisateur(s) : Rob Bowman
- Date stellaire : 42073.1
- Résumé : Tandis que l'Enterprise s'apprête à transporter un dangereux virus en provenance de la planète Aucdet IX, Deanna est fécondée par une forme de vie inconnue. Son bébé, qui a une croissance étonnante, est mis au monde par le nouveau médecin chef, le Dr Pulaski.

### Épisode 2:L'Emprise du silence
- Titre original : Where Silence Has Lease
- Numéro : 28 (2–2)
- Scénariste(s) : Jack B.Sowards
- Réalisateur(s) : Winrich Kolbe
- Date stellaire : 42193.6
- Résumé : L'Enterprise découvre dans l'espace une tache noire qui engloutit des sondes et bientôt le vaisseau tout entier, coupant toute communication avec le monde extérieur.

### Épisode 3:Élémentaire, mon cher Data
- Titre original : Elementary, Dear Data
- Numéro : 29 (2–3)
- Scénariste(s) : Brian Alan Lane
- Réalisateur(s) : Rob Bowman
- Date stellaire : 42286.3
- Invités : Daniel Davis (Professeur Moriarty)
- Résumé : Alors que l'Enterprise est arrivé trois jours en avance sur son lieu de rendez-vous, Data et Geordi prennent du temps libre en se rendant à l'holodeck pour y jouer respectivement les rôles de Sherlock Holmes et du Dr Watson. Comme Data se souvient de toutes les enquêtes du célèbre détective et résout tous les cas en quelques minutes, Geordi demande à l'ordinateur de compliquer le jeu et de concevoir un scénario à la hauteur des capacités de l'androïde.
- Commentaire : Daniel Davis incarnera à nouveau l'hologramme du Professeur Moriarty dans l'épisode 12 (Un navire dans une bouteille) de la saison 6.

### Épisode 4:Okona le magnifique
- Titre original : The Outrageous Okona
- Numéro : 30 (2–4)
- Scénariste(s) : Burton Armus
- Réalisateur(s) : Robert Becker
- Date stellaire : 42402.7
- Invités : Billy Campbell (capitaine Thadiun Okona), Teri Hatcher (B. G. Robinson), Joe Piscopo (l'humoriste)
- Résumé : L'Enterprise vole au secours d'un vaisseau en détresse. Le capitaine Picard apprend bientôt que le pilote du vaisseau, un séducteur sans foi ni loi dénommé Okona, est recherché. Pendant ce temps, l'androïde Data cherche à apprendre l'humour dans le holodeck.

### Épisode 5:L'Éclat d'un murmure
- Titre original : Loud as a Whisper
- Numéro : 31 (2–5)
- Scénariste(s) : Jacqueline Zambrano
- Réalisateur(s) : Larry Shaw
- Date stellaire : 42477.2
- Résumé : L'Enterprise transporte Riva, un médiateur sourd et muet qui doit négocier la paix entre deux tribus rivales de la planète Solais V. Lorsque le médiateur est téléporté sur la planète, les accompagnateurs télépathes qui traduisent ses pensées sont tués par un guerrier opposé à la paix.

### Épisode 6:Double Personnalité
- Titre original : The Schizoid Man
- Numéro : 32 (2–6)
- Scénariste(s) : Tracy Tormé
- Réalisateur(s) : Les Landau
- Date stellaire : 42437.5
- Résumé : L'Enterprise tente de secourir le Dr Ira Graves, un savant gravement malade. Après le décès du savant, l'androïde Data paraît souffrir d'un trouble de la personnalité : la schizophrénie.

### Épisode 7:Sélection contre-nature
- Titre original : Unnatural Selection
- Numéro : 33 (2–7)
- Scénariste(s) : John Mason et Mike Gray
- Réalisateur(s) : Paul Lynch
- Date stellaire : 42494.8
- Résumé : L' Enterprise croise la route d'un navire de ravitaillement de Starfleet dont l'équipage est mort de vieillissement précoce. L'Enterprise doit alors secourir une base de scientifiques qui risquent de subir le même sort.

### Épisode 8:Question d'honneur
- Titre original : A Matter of Honor
- Numéro : 34 (2–8)
- Scénariste(s) : Burton Armus
- Réalisateur(s) : Rob Bowman
- Date stellaire : 42506.5
- Résumé : L'Entreprise participe à un programme d'échanges d'officiers organisé par la Fédération. Tandis que l'Enterprise accueille un enseigne Benzite dénommé Mendon, le commandeur Riker est assigné sur un vaisseau klingon, le Pagh.

### Épisode 9:Être ou ne pas être
- Titre original : The Measure of a Man
- Numéro : 35 (2–9)
- Scénariste(s) : Melissa Snodgrass
- Réalisateur(s) : Robert Scheerer
- Date stellaire : 42523.7
- Résumé : Le cybernéticien Bruce Maddox veut désassembler l'androïde Data, propriété de Starfleet, afin d'étudier son cerveau et son fonctionnement. Le capitaine Picard doute des intentions de Maddox et tente de prouver que Data jouit d'un droit individuel à l'auto-détermination, comme toute autre forme de vie.

### Épisode 10:La Dauphine
- Titre original : The Dauphin
- Numéro : 36 (2–10)
- Scénariste(s) : Scott Rubenstein et Leonard Mlodinov
- Réalisateur(s) : Rob Bowman
- Date stellaire : 42568.8
- Résumé : L'Enterprise doit transporter Salia jusqu'à la planète Daled IV où elle devra régner. Mais la mission prend un tour imprévu quand le jeune Wesley Crusher tombe amoureux de la jeune femme.

### Épisode 11:Contagion
- Titre original : Contagion
- Numéro : 37 (2–11)
- Scénariste(s) : Steve Gerber et Beth Woods
- Réalisateur(s) : Joseph L. Scanian
- Date stellaire : 42609.1
- Résumé : Le capitaine Picard est contacté par le capitaine Varley de l'USS Yamato qui travaille sur un site archéologique de la planète Iconia, en zone neutre. Peu après l'arrivée de l'Enterprise, le Yamato explose, tandis qu'apparaît un vaisseau romulien.

### Épisode 12:Hotel Royale
- Titre original : The Royale
- Numéro : 38 (2–12)
- Scénariste(s) : Keith Mills
- Réalisateur(s) : Cliff Bole
- Date stellaire : 42625.4
- Résumé : Sur une planète par ailleurs inhabitable, Data, Worf et Riker sont téléportés dans un étrange hôtel et casino dont ils ne réussissent plus à sortir.

### Épisode 13:Boucle temporelle
- Titre original : Time Squared
- Numéro : 39 (2–13)
- Scénariste(s) : Maurice Hurley
- Réalisateur(s) : Joseph L. Scanian
- Date stellaire : 42679.2
- Résumé : L'Enterprise récupère une navette à la dérive. En pénétrant dans la navette, le commandeur Riker découvre que le pilote évanoui n'est autre qu'un double du capitaine Picard.

### Épisode 14:Icare
- Titre original : The Icarus Factor
- Numéro : 40 (2–14)
- Scénariste(s) : David Assel et Robert L McCullough
- Réalisateur(s) : Robert Iscove
- Date stellaire : 42686.4
- Résumé : Starfleet propose au commandeur Riker de commander son propre vaisseau. Riker est surpris de constater que c'est son propre père, avec lequel il est en froid depuis des années, qui doit l'instruire sur son nouveau commandement. Pendant ce temps, Wesley Crusher s'inquiète de l'humeur de plus en plus massacrante de Worf.

### Épisode 15:Correspondance
- Titre original : Pen Pals
- Numéro : 41 (2–15)
- Scénariste(s) : Melinda M. Snodgrass
- Réalisateur(s) : Winrich Kolbe
- Date stellaire : 42695.3
- Résumé : Le capitaine Picard propose au jeune Wesley Crusher de diriger une mission scientifique pour stopper l'activité volcanique et sismique désastreuse d'une planète inexplorée. Pendant ce temps, Data capte le message d'une petite fille sur cette même planète et tente de convaincre l'équipage de la sauver.

### Épisode 16:Docteur Q
- Titre original : Q Who?
- Numéro : 42 (2–16)
- Scénariste(s) : Maurice Hurley
- Réalisateur(s) : Rob Bowman
- Date stellaire : 42761.3
- Résumé : Q débarque à nouveau sur l'Enterprise et déclare au capitaine Picard qu'il souhaite désormais faire partie de son équipage. Lorsque Picard lui rétorque sans surprise qu'il s'en sort fort bien sans lui, Q confronte comme d'habitude le vaisseau et son équipage à un péril mortel: cette fois-ci, il ramène les Borgs, une civilisation de cyborgs qui extermine toute vie sur son passage.

### Épisode 17:Le Piège des samaritains
- Titre original : Samaritan Snare
- Numéro : 43 (2–17)
- Scénariste(s) : Robert L. McCullough
- Réalisateur(s) : Les Landau
- Date stellaire : 42779.1
- Résumé : Alors que le capitaine Picard doit subir une grave opération chirurgicale, le vaisseau d'une civilisation peu avancée signale une avarie à l'Enterprise et demande de l'aide.

### Épisode 18:Nouvel Échelon
- Titre original : Up the Long Ladder
- Numéro : 44 (2–18)
- Scénariste(s) : Melissa Snodgrass
- Réalisateur(s) : Winrich Kolbe
- Date stellaire : 42823.2
- Résumé : La Fédération a détecté un signal de détresse. L'Enterprise est chargé de retrouver la source du signal dont le code semble remonter à plusieurs centaines d'années.

### Épisode 19:Chasse à l'homme
- Titre original : Manhunt
- Numéro : 45 (2–19)
- Scénariste(s) : Terry Devereaux
- Réalisateur(s) : Rob Bowman
- Date stellaire : 42859.2
- Résumé : Lwaxana, la mère du Conseiller Troi, est en pleine phase d'accouplement et s'est mise à la recherche d'un nouvel époux. Malheureusement pour lui, c'est le capitaine Picard qui est la cible de ses pulsions. Ce dernier doit donc continuer à diriger l'Enterprise tout en fuyant les avances de son encombrante invitée.

### Épisode 20:L'Émissaire
- Titre original : The Emissary
- Numéro : 46 (2–20)
- Scénariste(s) : Richard Manning et Hans Beimler
- Réalisateur(s) : Cliff Bole
- Date stellaire : 42901.3
- Résumé : Une ancienne relation amoureuse de Worf embarque sur l'Enterprise pour aider à gérer un vaisseau empli d'agents klingons qui ignorent que la guerre est terminée.

### Épisode 21:Jeux de guerre
- Titre original : Peak Performance
- Numéro : 47 (2–21)
- Scénariste(s) : David Kemper
- Réalisateur(s) : Robert Scheerer
- Date stellaire : 42923.4
- Résumé : L'Enterprise et l'USS Hathaway s'affrontent au cours de manœuvres de simulations de combat. Pendant ce temps, Data tente de vaincre un humanoïde dans un jeu de stratégie mettant ses capacités à rude épreuve.

### Épisode 22:Au seuil de la mort
- Titre original : Shades of Gray
- Numéro : 48 (2–22)
- Scénariste(s) : Maurice Hurley, Richard Manning et Hans Beimler
- Réalisateur(s) : Rob Bowman
- Date stellaire : 42976.1
- Résumé : Le commandeur Riker, empoisonné, tombe dans le coma et revit divers moments de sa période de service sur l'Enterprise.